# Listă de localități din raionul Florești
Această listă conține satele și orașele din raionul Florești, Republica Moldova.
| Denumire                 | oraș / centru de comună / sat                       |
| ------------------------ | --------------------------------------------------- |
| Alexandrovca             | sat în comuna Trifănești                            |
| Alexeevca                | centru de comună                                    |
| Antonovca                | sat în comuna Prajila                               |
| Băhrinești               | sat (comună)                                        |
| Bezeni                   | sat în comuna Izvoare                               |
| Bobulești                | sat în comuna Gura Camencii                         |
| Bursuc                   | sat în comuna Japca                                 |
| Cașunca                  | sat (comună)                                        |
| Căprești                 | sat în comuna Prodănești                            |
| Cenușa                   | sat în comuna Roșietici                             |
| Cernița                  | sat (comună)                                        |
| Chirilovca               | sat în comuna Alexeevca                             |
| Ciripcău                 | sat (comună)                                        |
| Ciutulești               | centru de comună                                    |
| Coșernița                | sat (comună)                                        |
| Cuhureștii de Sus        | centru de comună                                    |
| Cuhureștii de Jos        | centru de comună                                    |
| Cunicea                  | sat (comună)                                        |
| Domulgeni                | sat (comună)                                        |
| Dumitreni                | sat în comuna Alexeevca                             |
| Făgădău                  | sat în comuna Văscăuți                              |
| Florești                 | oraș, reședință de raion                            |
| Frumușica                | centru de comună                                    |
| Frumușica Nouă           | sat în comuna Frumușica                             |
| Frunzești                | sat în comuna Prajila                               |
| Ghindești                | oraș                                                |
| Ghindești                | centru de comună                                    |
| Gura Camencii            | centru de comună                                    |
| Gura Căinarului          | centru de comună                                    |
| Gvozdova                 | sat în comuna Gura Camencii                         |
| Hîrtop                   | sat în comuna Ghindești                             |
| Ion Vodă                 | sat în comuna Ciutulești                            |
| Iliciovca                | centru de comună                                    |
| Ivanovca                 | sat în comuna Sevirova                              |
| Izvoare                  | centru de comună                                    |
| Japca                    | centru de comună                                    |
| Lunga                    | sat (comună)                                        |
| Maiscoe                  | sat în comuna Iliciovca                             |
| Mărinești                | sat în comuna Ciutulești                            |
| Mărculești               | oraș                                                |
| Mărculești               | sat (comună)                                        |
| Mihailovca               | sat în comuna Prajila                               |
| Năpadova                 | sat (comună)                                        |
| Nicolaevca               | centru de comună                                    |
| Nicolaevca               | sat în comuna Cuhureștii de Sus                     |
| Octeabriscoe             | sat în comuna Văscăuți                              |
| Prajila                  | centru de comună                                    |
| Prodănești               | centru de comună                                    |
| Prodăneștii Vechi        | sat în comuna Ștefănești                            |
| Putinești                | sat (comună)                                        |
| Rădulenii Noi            | sat în comuna Alexeevca                             |
| Rădulenii Vechi          | sat (comună)                                        |
| Roșietici                | centru de comună                                    |
| Roșieticii Vechi         | sat în comuna Roșietici                             |
| Sănătăuca                | sat (comună)                                        |
| Scăieni                  | sat în comuna Izvoare                               |
| Sevirova                 | centru de comună                                    |
| Sîrbești                 | sat în comuna Ciutulești                            |
| Stîrceni                 | sat în comuna Vărvăreuca                            |
| Ștefănești               | centru de comună                                    |
| Temeleuți                | sat (comună)                                        |
| Tîrgul Vertiujeni        | sat (comună)                                        |
| Trifănești               | centru de comună                                    |
| Țipordei                 | sat în comuna Cuhureștii de Jos                     |
| Țîra                     | sat în comuna Ghindești                             |
| Țîra (stație c.f.)       | sat în comuna Ghindești, stație cale ferată         |
| Unchitești               | sat în comuna Cuhureștii de Sus                     |
| Unchitești (stație c.f.) | sat în comuna Cuhureștii de Sus, stație cale ferată |
| Valea Rădoaiei           | sat în comuna Nicolaevca                            |
| Vărvăreuca               | centru de comună                                    |
| Văscăuți                 | centru de comună                                    |
| Vertiujeni               | sat (comună)                                        |
| Zarojeni                 | sat în comuna Gura Căinarului                       |
| Zăluceni                 | sat (comună)                                        |